# Hornsund (fiordo)

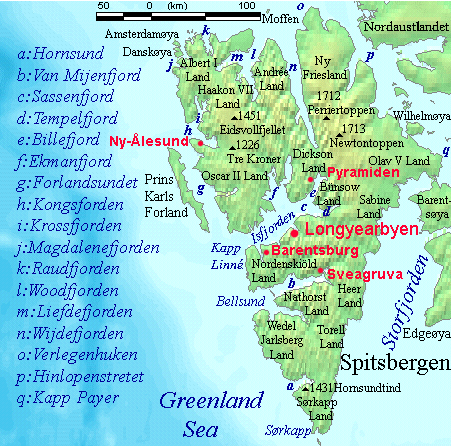
L'Hornsund sulla carta.

L'Hornsund è un fiordo situato sull'isola di Spitsbergen occidentale, facente parte dell'arcipelago delle isole Svalbard, in Norvegia. Il fiordo sfocia nel Mare di Groenlandia; la sua foce è larga 12 chilometri. Il fiordo è lungo 30 chilometri. Nel luglio 1957 sulla sponda settentrionale dell'Horsund fu fondata la stazione meteorologica polacca di Hornsund.